# Staustufe

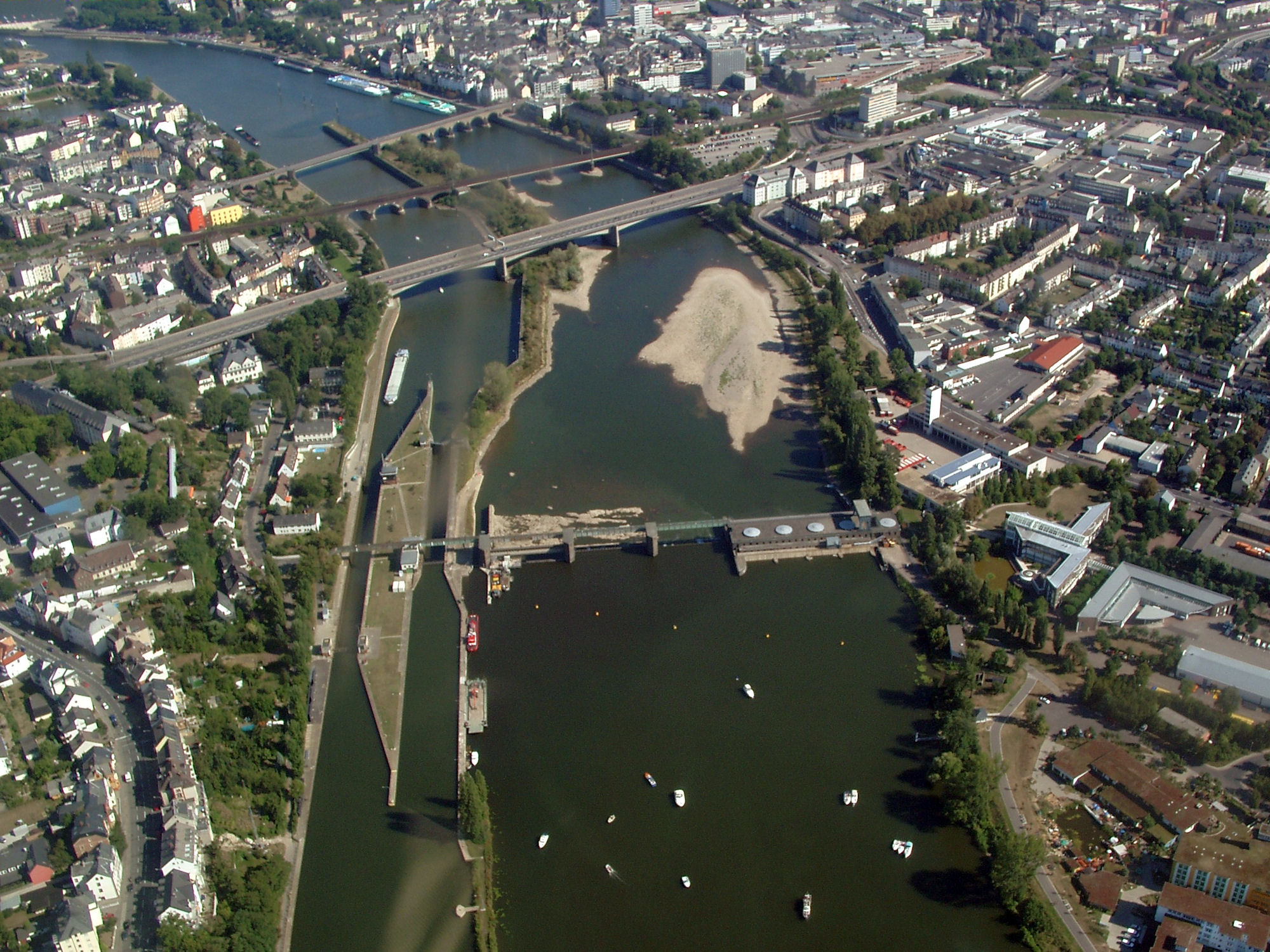
Mosel-Staustufe Koblenz von links: 2 Schleusen mit Trennmole und Trenndamm, Bootsschleuse, Wehr, Wasserkraftwerk und Fischaufstieg (Fließrichtung vom unteren Bildrand)

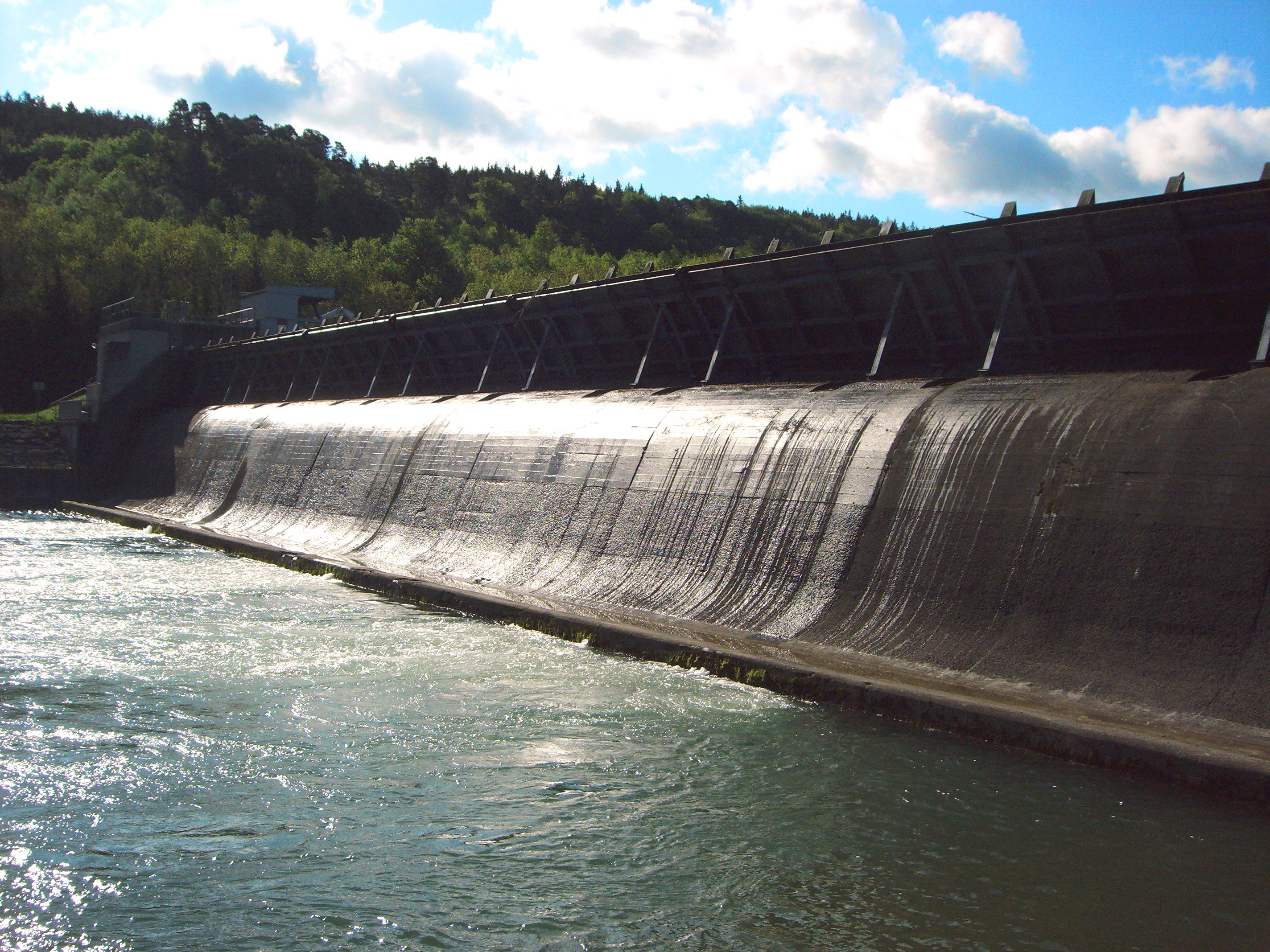
Staumauer der Lechstaustufe 13 – Dornstetten bei Landsberg am Lech

Eine Staustufe oder auch Flusssperre ist ein Ingenieurbauwerk zum Aufstauen eines Flusses, um eine ständige oder zeitweise Hebung des Wasserstands im Oberwasser herzustellen. Als Hauptbauwerk fungiert eine Wehranlage, die meist aus mehreren Wehrfeldern besteht. Im Unterschied zu einer Talsperre wird mit einer Flusssperre nicht ein ganzes Tal, sondern nur der Fluss bzw. der eigentliche Flussquerschnitt verbaut. Staustufen zählen im Wasserbau zur Gruppe der Stauanlagen, die eine künstliche Fallstufe erzeugen.
Von einer Staukette spricht man, wenn mehrere Staustufen hintereinander liegen, um längere Flüsse bzw. größere Höhenunterschiede zu überwinden.

## Ziele und Aufgaben
Die meisten Staustufen sind vornehmlich zur Gewinnung von elektrischer Energie durch Laufwasserkraftwerke  errichtet worden, weshalb sie in der Regel mehrere Meter Fallhöhe aufweisen. Bei beweglichen Wehrverschlüssen ist in Grenzen eine Regelung der Durchflussmenge möglich, um die Staustufen gleichmäßiger zu beaufschlagen. Zum Hochwasserschutz können die Anlagen jedoch nur in geringem Umfang beitragen. Durch die Erhöhung der Wassertiefe im Staubereich wird zusätzlich die Schifffahrt auf dem Flussabschnitt ermöglicht bzw. erleichtert. Über einen Ableitungskanal kann eine Teilmenge des Wassers für die landwirtschaftliche Bewässerung oder die Industrie als Brauchwasser genutzt werden. Als Kulturwehr werden Grundwasserstände angehoben oder gestützt. Je nach Größe des Stausees ergibt sich eine Nutzung und Aufwertung für Freizeit- und Erholungszwecke sowie verbesserte Möglichkeiten im Wassersport. Jedoch verhindert eine Flusssperre die nach EU-Recht geforderte ökologische Durchgängigkeit.

## Bauwerke und Betriebseinrichtungen
Wie bei einer Talsperre wird unter einer Flusssperre der Gesamtkomplex verstanden und nicht allein das Absperrbauwerk. Gemäß DIN 19700 und je nach Zweck und Notwendigkeit gehören weitere funktionelle Bauwerke dazu. Diese  müssen nicht zwangsläufig in einem Bauwerk vereinigt sein, sondern können auch in aufgelöster Bauweise im Umfeld des Hauptbauwerks liegen. Eine Anordnung an einem Bypass oder Ableitungskanal kann für das Abflussregime der Staustufe von Vorteil sein.
Wehranlage
Den Kern einer Staustufe bildet im einfachsten Fall ein festes Wehr ohne jegliche Regelmöglichkeit für den Durchfluss. Durch manuell steckbare kleine Wehrtafeln oder als Nadelwehr kann dies in kleinerem Umfang beeinflusst werden. Im Großwasserbau werden Wehranlagen mit mehreren Wehrfeldern errichtet, die seitlich durch Pfeiler begrenzt sind. Die Felder sind mit beweglichen Wehrverschlüssen ausgerüstet, die getrennt voneinander bewegt werden können, um den Oberwasserstand und den Durchfluss zu regeln. Damit bei Revision oder Verklausung eines Feldes auch im Hochwasserfall noch genügend Wasserabfuhrvermögen vorhanden ist, wird stets ein Feld mehr als notwendig angeordnet (n-1-Regel).
Tosbecken
Direkt hinter den Wehrfeldern ist ein betoniertes Tosbecken erforderlich. Es soll das – besonders bei Hochwasser – mit hoher Geschwindigkeit überfließende Wasser bremsen und beruhigen und damit die Kolkbildung im Flussbett des Unterwassers verhindern.
Stausee
Die sich in der Stauhaltung ausbildende seeartige Erweiterung muss je nach Geländesituation von parallel zum Fluss verlaufenden Stauhaltungsdämmen oder Deichen seitlich begrenzt werden. Der Stausee spielt aber beim Rückhalt oder der Speicherung von Wasser eine eher untergeordnete Rolle.
Kraftwerk
Für die Stromerzeugung wird ein Kraftwerk in der Wehranlage integriert. Sehr häufig liegt es direkt daneben und in der Flucht der Wehrfelder. Es kann aber auch abgesetzt an einem Ableitungskanal oder an anderer Stelle am Stausee separat stehen.
Kontrollgang
Bei größeren Stauanlagen verbindet ein Kontrollgang im Fundament des Wehrkörpers die Ufer und die Pfeiler. Darüber können jederzeit die technischen Einbauten wie die Antriebe der Wehrverschlüsse oder Messeinrichtungen erreicht, kontrolliert oder repariert werden. Diesem Zweck kann auch ein Wehrsteg über der Wehranlage dienen.
Schleuse
Bei Nutzung der Flussstrecke durch die Schifffahrt wird eine Schleuse an der Staustufe erforderlich, damit Schiffe den Höhenunterschied überwinden können. Je nach Verkehrsumfang kann auch eine Doppelschleuse notwendig sein oder auch der Bau einer separaten Kleinschifffahrtsschleuse. Für die Navigation von Vorteil ist ein separater Schifffahrtskanal, damit die Schleuse sicher angefahren werden kann.
Bootsgasse
Mit dem Bau einer Bootsgasse wird im Ruder- und Kanusport das Umtragen der Boote an der Staustufe vermieden. Alternativ ist auch die Anlage einer Bootsschleppe möglich oder es sollte zumindest ein Verbindungsweg/Treppenaufgang mit Anlegesteg vorhanden sein.
Fischpass
Der massive Verbau des Flussquerschnitt behindert den natürlichen Fischaufstieg. Daher fordert die EU die Ökologische Durchgängigkeit um Fischen und aquatischen Kleinlebewesen ihre natürliche Wanderbewegung zu ermöglichen. Dazu muss eine Fischtreppe an der Fallstufe angeordnet werden, die je nach Höhenunterschied eine große Länge aufweisen kann. Alternativ kann auch ein Umgehungsgerinne geschaffen werden.

## Beispiele
Auswahl an schiffbaren Flüssen mit Staustufen:
- Oberrhein: 10 Staustufen zwischen Basel und Iffezheim
- Neckar: 27 Staustufen zwischen Plochingen und Mannheim (siehe Liste der Neckarstaustufen)
- Main: 34 Staustufen zwischen Bamberg und Kostheim (siehe Liste der Mainstaustufen)
- Mosel: 28 Staustufen zwischen Pont-Saint-Vincent (FR) und Koblenz (siehe Liste der Moselstaustufen)
- Saar: 11 Staustufen zwischen Saargemünd (FR) und Konz (siehe Saar-Liste)
- Weser: 8 Staustufen zwischen Hameln und Bremen (siehe Weser-Liste)
- Donau: 11 Staustufen in AT zwischen Jochenstein und Wien (Details: Österreichische Donaukraftwerke AG)
- Elbe: in Tschechien oberhalb Ústí (Aussig)

Eine historische Staukette bildet die Ruhr, die im ausgehenden 18. Jahrhundert für die Ruhrschifffahrt bis nach Fröndenberg-Langschede mit einheitlichen Schleusen ausgebaut worden war.